# Івасів Микола Васильович
Івасів Микола Васильович (23 травня 1953, Воронцовка, Іркутська область, РРФСР, СРСР — 25 грудня 2016, Росія) — радянський, український кінооператор-постановник.

## Біографічні відомості
Народився 23 травня 1953 р. у селищі Воронцовка Іркутської області.
Працював на Одеській кіностудії.
Закінчив Всесоюзний державний інститут кінематографії (1998, майстерня В. Юсова, М. Василькова).

## Фільмографія
Зняв українські фільми:
- «Тільки в м'юзік холі» (1980, 2-й оператор)
- «4:0 на користь Тетянки» (1982, 2-й оператор у співавт.)
- «Я, син трудового народу...» (1983, 2-й оператор)
- «Що у Сеньки було» (1984, 2-й оператор у співавт.)
- «Мільйон у шлюбному кошику» (1985, у співавт. з В. Авлошенком),
- «Без сина не приходь!» (1986, у співавт. з В. Дмитрієвським),
- «Обранець долі» (1987, т/ф, у співавт. з Г. Рербергом),
- «Секретний ешелон» (1993, у співавт. з В. Крутіним)

На інших кіностудіях:
- «Про неї, але без неї» (1993)
- «Роман „alla Russa“» (1994, Росія—Білорусь)
- «Чорнобильська осінь» (1996, Білорусь, документальний)
- «Околиця» (1998)
- «Каменська-1» (1999—2000, телесеріал)
- «Темна ніч» (2001)
- «Каменська-2» (2002, телесеріал)
- «Історія весняного призову» (2003, у співавт.)
- «Каменська-3» (2003, телесеріал)
- «Жінки в грі без правил» (2004, Білорусь—Росія)
- «Останній бронепоїзд» (2006, Росія—Білорусь)
- «Крапка» (2006)
- «У червні 41-го» (2008, 4 с, Росія—Білорусь)
- «Кохання на сіні» (2009)
- «Брати Карамазови» (2009, телесеріал)
- «Жила-була одна баба» (2011, у співавт. з Ю. Шайгардановим; реж. А. Смирнов)
- «Фурцева» (2011, телесеріал)
- «Форт Росс: У пошуках пригод» (2014) та ін.

## Фестивалі та премії
- 2001 — Конкурс професійних премій кіностудії «Ленфільм» «Мідний вершник»: Премія ім. Москвіна за найкращу роботу оператора (2001 «Темна ніч»)[3]